# Обманщики (фильм, 2002)
«Обманщики» (англ. Cheats) — американская комедия 2002 года о четырёх друзьях, которые всю свою школьную жизнь списывали и теперь должны столкнуться с новыми трудностями, чтобы не быть пойманными с поличным перед поступлением в институт. Главные роли исполнили Тревор Фермен, Мэтью Лоуренс и Мэри Тайлер Мур.
Первоначальное название фильма было «Мошенники» (англ. Cheaters), но создатели изменили его, чтобы фильм не путали с одноимённой лентой 2000 года с участием Джеффа Дэниэлса.

## Сюжет
В то время, как другие дети в элитной Академии Норт Пойнт проводят часы в учёбе, Красавчик Дэвис считает это системой контроля над разумом. Именно поэтому Хэндсем и три его лучших друга Сэмми, Виктор и гений мелкого почерка Эпплби объединились и находят способы списывать тесты на протяжении всей учёбы. Все шло гладко, пока подростки не начали последний год обучения в средней школе — в это время контроль за списыванием был ужесточен директором школы, госпожой Старк. Если они ещё раз попадутся, то Старк отметит это в их личных характеристиках и они потеряют шансы на поступление в колледж. Сможет ли Хэндсем убедить своих приятелей провернуть последнее великое дело и обмануть Старк и систему среднего образования, даже если это означает возможность разрушить их дружбу?

## Документальный фильм
На DVD-издании есть 18-минутный документальный фильм, показывающий людей, на чьей истории был основан сценарий, — она произошла за 10 лет до этого. Джонатан Эпплби отказался принять участие в этом фильме о реальных событиях, поэтому его имя не упоминается.

## В ролях
| Актёр           | Роль                                      |
| --------------- | ----------------------------------------- |
| Тревор Фермен   | Хэндсем Дэвис                             |
| Элден Хенсон    | Сэмми Грин                                |
| Мэттью Лоуренс  | Виктор Бэрон                              |
| Мартин Старр    | Джонатан Эпплби                           |
| Мэри Тайлер Мур | директор Академии Норт Пойнт миссис Старк |
| Мэгги Лоусон    | Джули Меркель                             |
| Дэвид Крамхолц  | Эван Розенгарден                          |
| Гриффин Данн    | мистер Дэвис (отец Хэндсема)              |
| Бретт Келли     | Сэмми (в детстве)                         |
| Джуэл Стэйт     | Тедди Блю                                 |

## Саундтрек
В фильме звучат следующие композиции:
| №   | Название                   | Автор(ы)         | Длительность |
| --- | -------------------------- | ---------------- | ------------ |
| 1.  | «Roll On»                  | The Living End   |              |
| 2.  | «Why Can`t We Be Friends»  | War              |              |
| 3.  | «Prisoner Of Society»      | The Living End   |              |
| 4.  | «Pictured He Drew»         | Bowling for Soup |              |
| 5.  | «Grey Hotel»               | Tinstar          |              |
| 6.  | «Somewhere In Between»     | 22 Jacks         |              |
| 7.  | «Astoria Paranoia»         | The Living End   |              |
| 8.  | «American»                 | Tinstar          |              |
| 9.  | «Wonderful»                | Everclear        |              |
| 10. | «Can`t Get The Best Of Me» | Cypress Hill     |              |
| 11. | «Answer Song»              | Left Front Tire  |              |